# Přírodní park Hadovka
Přírodní park Hadovka leží kolem stejnojmenné říčky, která pramení u města Teplá a nedaleko se vlévá do Úterského potoka. Území přírodního parku je vymezeno vesnicemi Horní Polžice, Krasíkov, Domaslav, Lestkov, Hanov, Vrbice u Bezdružic a Kohoutov.

## Výrazné vrcholy
V přírodním parku Hadovka se nachází několik výraznějších vrcholů:
- Ovčí vrch (697 m)
- Milkovské čihadlo (675 m)
- Selský les (601 m)